# Список астероїдів (11301—11400)
| Назва                                 | Тимчасове позначення | Дата відкриття    | Місце відкриття                | Відкривач                            |
| ------------------------------------- | -------------------- | ----------------- | ------------------------------ | ------------------------------------ |
| (11301) 1992 XM                       | 1992 XM              | 14 грудня 1992    | Обсерваторія Кійосато          | Сатору Отомо                         |
| 11302 Рубікон (Rubicon)               | 1993 BM5             | 27 січня 1993     | Коссоль                        | Ерік Вальтер Ельст                   |
| (11303) 1993 CA1                      | 1993 CA1             | 14 лютого 1993    | Окутама                        | Цуному Хіокі, Шудзі Хаякава          |
| (11304) 1993 DJ                       | 1993 DJ              | 19 лютого 1993    | Обсерваторія Ґейсей            | Тсутому Секі                         |
| 11305 Алквіст (Ahlqvist)              | 1993 FS6             | 17 березня 1993   | Обсерваторія Ла-Сілья          | UESAC                                |
| 11306 Akesson                         | 1993 FF18            | 17 березня 1993   | Обсерваторія Ла-Сілья          | UESAC                                |
| 11307 Erikolsson                      | 1993 FA40            | 19 березня 1993   | Обсерваторія Ла-Сілья          | UESAC                                |
| 11308 Tofta                           | 1993 FF76            | 21 березня 1993   | Обсерваторія Ла-Сілья          | UESAC                                |
| 11309 Малус (Malus)                   | 1993 PC7             | 15 серпня 1993    | Коссоль                        | Ерік Вальтер Ельст                   |
| (11310) 1993 SB15                     | 1993 SB15            | 19 вересня 1993   | Паломарська обсерваторія       | Генрі Гольт                          |
| 11311 Peleus                          | 1993 XN2             | 10 грудня 1993    | Паломарська обсерваторія       | Керолін Шумейкер, Юджин Шумейкер     |
| (11312) 1994 AR2                      | 1994 AR2             | 14 січня 1994     | Обсерваторія Оїдзумі           | Такао Кобаяші                        |
| 11313 Кюґельґен (Kugelgen)            | 1994 GE10            | 3 квітня 1994     | Обсерваторія Карла Шварцшильда | Ф. Бернґен                           |
| 11314 Шарко (Charcot)                 | 1994 NR1             | 8 липня 1994      | Коссоль                        | Ерік Вальтер Ельст                   |
| 11315 Сальпетрієр (Salpetriere)       | 1994 NS1             | 8 липня 1994      | Коссоль                        | Ерік Вальтер Ельст                   |
| 11316 Фушітатсуо (Fuchitatsuo)        | 1994 TR3             | 5 жовтня 1994     | Обсерваторія Кітамі            | Кін Ендате, Кадзуро Ватанабе         |
| 11317 Хітосі (Hitoshi)                | 1994 TX12            | 10 жовтня 1994    | Обсерваторія Кітт-Пік          | Spacewatch                           |
| (11318) 1994 XZ4                      | 1994 XZ4             | 4 грудня 1994     | Обсерваторія Оїдзумі           | Такао Кобаяші                        |
| (11319) 1995 AZ                       | 1995 AZ              | 6 січня 1995      | Обсерваторія Оїдзумі           | Такао Кобаяші                        |
| (11320) 1995 BY                       | 1995 BY              | 25 січня 1995     | Обсерваторія Оїдзумі           | Такао Кобаяші                        |
| 11321 Тосімацумото (Tosimatumoto)     | 1995 DE1             | 21 лютого 1995    | Обсерваторія Ґейсей            | Тсутому Секі                         |
| 11322 Аквамарин (Aquamarine)          | 1995 QT              | 23 серпня 1995    | Яцука                          | Хіросі Абе                           |
| 11323 Насу (Nasu)                     | 1995 QC2             | 21 серпня 1995    | Обсерваторія Кітамі            | Кін Ендате, Кадзуро Ватанабе         |
| 11324 Хаямідзу (Hayamizu)             | 1995 QQ3             | 30 серпня 1995    | Обсерваторія Кітамі            | Кін Ендате, Кадзуро Ватанабе         |
| 11325 Славіцький (Slavicky)           | 1995 SG              | 17 вересня 1995   | Обсерваторія Ондржейов         | Ленка Коткова                        |
| 11326 Ладіславшмід (Ladislavschmied)  | 1995 SL              | 17 вересня 1995   | Обсерваторія Ондржейов         | Ленка Коткова                        |
| (11327) 1995 SL2                      | 1995 SL2             | 17 вересня 1995   | Обсерваторія Наті-Кацуура      | Йошісада Шімідзу, Такеші Урата       |
| 11328 Маріотоцці (Mariotozzi)         | 1995 UL              | 19 жовтня 1995    | Коллеверде ді Ґвідонія         | Вінченцо Касуллі                     |
| (11329) 1995 WJ2                      | 1995 WJ2             | 18 листопада 1995 | Обсерваторія Оїдзумі           | Такао Кобаяші                        |
| (11330) 1995 WZ6                      | 1995 WZ6             | 18 листопада 1995 | Обсерваторія Наті-Кацуура      | Йошісада Шімідзу, Такеші Урата       |
| (11331) 1996 FO2                      | 1996 FO2             | 17 березня 1996   | Обсерваторія Галеакала         | NEAT                                 |
| 11332 Джеймсвот (Jameswatt)           | 1996 GO20            | 15 квітня 1996    | Обсерваторія Ла-Сілья          | Ерік Вальтер Ельст                   |
| 11333 Forman                          | 1996 HU              | 20 квітня 1996    | Обсерваторія Ондржейов         | Петр Правец, Ленка Коткова           |
| 11334 Ріо-де-Жанейро (Rio de Janeiro) | 1996 HM18            | 18 квітня 1996    | Обсерваторія Ла-Сілья          | Ерік Вальтер Ельст                   |
| 11335 Сантьяґо (Santiago)             | 1996 HW23            | 20 квітня 1996    | Обсерваторія Ла-Сілья          | Ерік Вальтер Ельст                   |
| 11336 Піранесі (Piranesi)             | 1996 NS3             | 14 липня 1996     | Обсерваторія Ла-Сілья          | Ерік Вальтер Ельст                   |
| 11337 Сандро (Sandro)                 | 1996 PG1             | 10 серпня 1996    | Монтелупо                      | Маура Томбеллі, Джузеппе Форті       |
| 11338 Шилє (Schiele)                  | 1996 TL9             | 13 жовтня 1996    | Обсерваторія Клеть             | Яна Тіха, Мілош Тіхі                 |
| 11339 Орлик (Orlik)                   | 1996 VM5             | 13 листопада 1996 | Обсерваторія Клеть             | Мілош Тіхі, Зденек Моравец           |
| (11340) 1996 VN5                      | 1996 VN5             | 14 листопада 1996 | Обсерваторія Ніхондайра        | Такеші Урата                         |
| 11341 Беббідж (Babbage)               | 1996 XE2             | 3 грудня 1996     | Прескоттська обсерваторія      | Пол Комба                            |
| (11342) 1996 XJ19                     | 1996 XJ19            | 8 грудня 1996     | Обсерваторія Оїдзумі           | Такао Кобаяші                        |
| (11343) 1996 XP19                     | 1996 XP19            | 8 грудня 1996     | Обсерваторія Оїдзумі           | Такао Кобаяші                        |
| (11344) 1996 XH31                     | 1996 XH31            | 14 грудня 1996    | Обсерваторія Оїдзумі           | Такао Кобаяші                        |
| (11345) 1996 YM                       | 1996 YM              | 20 грудня 1996    | Обсерваторія Оїдзумі           | Такао Кобаяші                        |
| (11346) 1997 AP14                     | 1997 AP14            | 10 січня 1997     | Обсерваторія Оїдзумі           | Такао Кобаяші                        |
| (11347) 1997 AG21                     | 1997 AG21            | 9 січня 1997      | Обсерваторія Кушіро            | Сейджі Уеда, Хіроші Канеда           |
| 11348 Аллегра (Allegra)               | 1997 BG9             | 30 січня 1997     | Обсерваторія Азіаґо            | Маура Томбеллі, Уліссе Мунарі        |
| 11349 Віттен (Witten)                 | 1997 JH16            | 3 травня 1997     | Обсерваторія Ла-Сілья          | Ерік Вальтер Ельст                   |
| 11350 Тереза (Teresa)                 | 1997 QN4             | 29 серпня 1997    | Обсерваторія Мальорки          | Альваро Лопес-Ґарсіа, Рафаель Пачеко |
| (11351) 1997 TS25                     | 1997 TS25            | 12 жовтня 1997    | Станція Сінлун                 | SCAP                                 |
| 11352 Кольдевей (Koldewey)            | 1997 WP22            | 28 листопада 1997 | Коссоль                        | ODAS                                 |
| 11353 Ґійом (Guillaume)               | 1997 XX5             | 5 грудня 1997     | Коссоль                        | ODAS                                 |
| (11354) 1997 XY9                      | 1997 XY9             | 5 грудня 1997     | Обсерваторія Оїдзумі           | Такао Кобаяші                        |
| (11355) 1997 XL11                     | 1997 XL11            | 15 грудня 1997    | Станція Сінлун                 | SCAP                                 |
| 11356 Чакджонс (Chuckjones)           | 1997 YA              | 18 грудня 1997    | Вумера                         | Френк Золотовскі                     |
| (11357) 1997 YX2                      | 1997 YX2             | 21 грудня 1997    | Обсерваторія Оїдзумі           | Такао Кобаяші                        |
| (11358) 1997 YY5                      | 1997 YY5             | 25 грудня 1997    | Обсерваторія Оїдзумі           | Такао Кобаяші                        |
| 11359 Пітельйо (Piteglio)             | 1998 BP24            | 27 січня 1998     | Обсерваторія Пістоїєзе         | Лучано Тезі, Васко Чеккіні           |
| 11360 Форміґіна (Formigine)           | 1998 DL14            | 24 лютого 1998    | Обсерваторія Сан-Вітторе       | Обсерваторія Сан-Вітторе             |
| 11361 Орбінський (Orbinskij)          | 1998 DD36            | 28 лютого 1998    | Обсерваторія Ґейсей            | Тсутому Секі                         |
| (11362) 1998 EN9                      | 1998 EN9             | 6 березня 1998    | Обсерваторія Ґекко             | Тецуо Каґава                         |
| 11363 Вівес (Vives)                   | 1998 EB12            | 1 березня 1998    | Обсерваторія Ла-Сілья          | Ерік Вальтер Ельст                   |
| 11364 Карлштейн (Karlstejn)           | 1998 FB3             | 23 березня 1998   | Обсерваторія Ондржейов         | Петр Правец                          |
| 11365 NASA                            | 1998 FK126           | 23 березня 1998   | Обсерваторія Ріді-Крик         | Джон Бротон                          |
| (11366) 1998 GL9                      | 1998 GL9             | 2 квітня 1998     | Сокорро (Нью-Мексико)          | LINEAR                               |
| (11367) 1998 HJ115                    | 1998 HJ115           | 23 квітня 1998    | Сокорро (Нью-Мексико)          | LINEAR                               |
| (11368) 1998 HN115                    | 1998 HN115           | 23 квітня 1998    | Сокорро (Нью-Мексико)          | LINEAR                               |
| 11369 Бразелтон (Brazelton)           | 1998 QE33            | 17 серпня 1998    | Сокорро (Нью-Мексико)          | LINEAR                               |
| 11370 Набраун (Nabrown)               | 1998 QD35            | 17 серпня 1998    | Сокорро (Нью-Мексико)          | LINEAR                               |
| 11371 Кемлі (Camley)                  | 1998 QO38            | 17 серпня 1998    | Сокорро (Нью-Мексико)          | LINEAR                               |
| (11372) 1998 QP41                     | 1998 QP41            | 17 серпня 1998    | Сокорро (Нью-Мексико)          | LINEAR                               |
| 11373 Карбонаро (Carbonaro)           | 1998 QG49            | 17 серпня 1998    | Сокорро (Нью-Мексико)          | LINEAR                               |
| 11374 Браянтейлор (Briantaylor)       | 1998 QU60            | 23 серпня 1998    | Станція Андерсон-Меса          | LONEOS                               |
| (11375) 1998 QB74                     | 1998 QB74            | 24 серпня 1998    | Сокорро (Нью-Мексико)          | LINEAR                               |
| 11376 Тайдзомута (Taizomuta)          | 1998 SY5             | 20 вересня 1998   | Обсерваторія Кітт-Пік          | Spacewatch                           |
| 11377 Най (Nye)                       | 1998 SH59            | 17 вересня 1998   | Станція Андерсон-Меса          | LONEOS                               |
| 11378 Дорія (Dauria)                  | 1998 SV60            | 17 вересня 1998   | Станція Андерсон-Меса          | LONEOS                               |
| 11379 Flaubert                        | 1998 SY74            | 21 вересня 1998   | Обсерваторія Ла-Сілья          | Ерік Вальтер Ельст                   |
| (11380) 1998 SK100                    | 1998 SK100           | 26 вересня 1998   | Сокорро (Нью-Мексико)          | LINEAR                               |
| (11381) 1998 SZ115                    | 1998 SZ115           | 26 вересня 1998   | Сокорро (Нью-Мексико)          | LINEAR                               |
| (11382) 1998 SW127                    | 1998 SW127           | 26 вересня 1998   | Сокорро (Нью-Мексико)          | LINEAR                               |
| (11383) 1998 SD128                    | 1998 SD128           | 26 вересня 1998   | Сокорро (Нью-Мексико)          | LINEAR                               |
| 11384 Сартр (Sartre)                  | 1998 SW143           | 18 вересня 1998   | Обсерваторія Ла-Сілья          | Ерік Вальтер Ельст                   |
| 11385 Бовуар (Beauvoir)               | 1998 SP147           | 20 вересня 1998   | Обсерваторія Ла-Сілья          | Ерік Вальтер Ельст                   |
| (11386) 1998 TA18                     | 1998 TA18            | 12 жовтня 1998    | Обсерваторія Кушіро            | Сейджі Уеда, Хіроші Канеда           |
| (11387) 1998 UA37                     | 1998 UA37            | 28 жовтня 1998    | Сокорро (Нью-Мексико)          | LINEAR                               |
| (11388) 1998 VU4                      | 1998 VU4             | 11 листопада 1998 | Обсерваторія Ондржейов         | Ленка Коткова                        |
| (11389) 1998 VV5                      | 1998 VV5             | 11 листопада 1998 | Обсерваторія Оїдзумі           | Такао Кобаяші                        |
| (11390) 1998 VG15                     | 1998 VG15            | 10 листопада 1998 | Сокорро (Нью-Мексико)          | LINEAR                               |
| (11391) 1998 VA35                     | 1998 VA35            | 12 листопада 1998 | Обсерваторія Кушіро            | Сейджі Уеда, Хіроші Канеда           |
| 11392 Paulpeeters                     | 1998 WC3             | 19 листопада 1998 | Коссоль                        | ODAS                                 |
| (11393) 1998 XJ53                     | 1998 XJ53            | 14 грудня 1998    | Сокорро (Нью-Мексико)          | LINEAR                               |
| (11394) 1998 XL77                     | 1998 XL77            | 15 грудня 1998    | Сокорро (Нью-Мексико)          | LINEAR                               |
| (11395) 1998 XN77                     | 1998 XN77            | 15 грудня 1998    | Сокорро (Нью-Мексико)          | LINEAR                               |
| (11396) 1998 XZ77                     | 1998 XZ77            | 15 грудня 1998    | Сокорро (Нью-Мексико)          | LINEAR                               |
| (11397) 1998 XX93                     | 1998 XX93            | 15 грудня 1998    | Сокорро (Нью-Мексико)          | LINEAR                               |
| (11398) 1998 YP11                     | 1998 YP11            | 23 грудня 1998    | Сокорро (Нью-Мексико)          | LINEAR                               |
| (11399) 1999 AR3                      | 1999 AR3             | 10 січня 1999     | Обсерваторія Оїдзумі           | Такао Кобаяші                        |
| 11400 Раша (Rasa)                     | 1999 AT21            | 15 січня 1999     | Вішнянська обсерваторія        | Корадо Корлевіч                      |

| ← Астероїди 10001—20000 → |             |             |             |             |             |             |             |             |             |
| 10001—10100               | 11001—11100 | 12001—12100 | 13001—13100 | 14001—14100 | 15001—15100 | 16001—16100 | 17001—17100 | 18001—18100 | 19001—19100 |
| 10101—10200               | 11101—11200 | 12101—12200 | 13101—13200 | 14101—14200 | 15101—15200 | 16101—16200 | 17101—17200 | 18101—18200 | 19101—19200 |
| 10201—10300               | 11201—11300 | 12201—12300 | 13201—13300 | 14201—14300 | 15201—15300 | 16201—16300 | 17201—17300 | 18201—18300 | 19201—19300 |
| 10301—10400               | 11301—11400 | 12301—12400 | 13301—13400 | 14301—14400 | 15301—15400 | 16301—16400 | 17301—17400 | 18301—18400 | 19301—19400 |
| 10401—10500               | 11401—11500 | 12401—12500 | 13401—13500 | 14401—14500 | 15401—15500 | 16401—16500 | 17401—17500 | 18401—18500 | 19401—19500 |
| 10501—10600               | 11501—11600 | 12501—12600 | 13501—13600 | 14501—14600 | 15501—15600 | 16501—16600 | 17501—17600 | 18501—18600 | 19501—19600 |
| 10601—10700               | 11601—11700 | 12601—12700 | 13601—13700 | 14601—14700 | 15601—15700 | 16601—16700 | 17601—17700 | 18601—18700 | 19601—19700 |
| 10701—10800               | 11701—11800 | 12701—12800 | 13701—13800 | 14701—14800 | 15701—15800 | 16701—16800 | 17701—17800 | 18701—18800 | 19701—19800 |
| 10801—10900               | 11801—11900 | 12801—12900 | 13801—13900 | 14801—14900 | 15801—15900 | 16801—16900 | 17801—17900 | 18801—18900 | 19801—19900 |
| 10901—11000               | 11901—12000 | 12901—13000 | 13901—14000 | 14901—15000 | 15901—16000 | 16901—17000 | 17901—18000 | 18901—19000 | 19901—20000 |